# Bułgaria na Mistrzostwach Świata w Lekkoatletyce 2013
Bułgaria na Mistrzostwach Świata w Lekkoatletyce 2013 – reprezentacja Bułgarii podczas czempionatu w Moskwie liczyła 9 zawodników.

## Występy reprezentantów Bułgarii

### Mężczyźni

#### Konkurencje biegowe
| Konkurencja                   | Zawodnik       | Runda 1  | Runda 1 | Półfinał | Półfinał | Finał    | Finał   |
| Konkurencja                   | Zawodnik       | Rezultat | Pozycja | Rezultat | Pozycja  | Rezultat | Pozycja |
| ----------------------------- | -------------- | -------- | ------- | -------- | -------- | -------- | ------- |
| Bieg na 100 m                 | Denis Dimitrow | 10,29    | 30.     | NQ       | NQ       | NQ       | NQ      |
| Bieg na 3000 m z przeszkodami | Mitko Cenow    | 8.32,49  | 24.     | —        | —        | NQ       | NQ      |

#### Konkurencje techniczne
| Konkurencja    | Zawodnik          | Eliminacje | Eliminacje | Finał    | Finał   |
| Konkurencja    | Zawodnik          | Rezultat   | Pozycja    | Rezultat | Pozycja |
| -------------- | ----------------- | ---------- | ---------- | -------- | ------- |
| Pchnięcie kulą | Georgi Iwanow     | 20,40      | 6. q       | 20,39    | 8.      |
| Trójskok       | Złatozar Atanasow | 16,21      | 19.        | NQ       | NQ      |

### Kobiety

#### Konkurencje biegowe
| Konkurencja                   | Zawodnik         | Runda 1      | Runda 1 | Półfinał | Półfinał | Finał    | Finał   |
| Konkurencja                   | Zawodnik         | Rezultat     | Pozycja | Rezultat | Pozycja  | Rezultat | Pozycja |
| ----------------------------- | ---------------- | ------------ | ------- | -------- | -------- | -------- | ------- |
| Bieg na 100 m                 | Iwet Łałowa      | 11,18        | 10. Q   | 11,10    | 9.       | NQ       | NQ      |
| Bieg na 200 m                 | Iwet Łałowa      | 22,92        | 16. q   | 22,81    | 9.       | NQ       | NQ      |
| Bieg na 400 m przez płotki    | Wania Stambołowa | 55,91        | 14. Q   | DSQ      | DSQ      | NQ       | NQ      |
| Bieg na 3000 m z przeszkodami | Siłwija Danekowa | 9:35,66 (NR) | 5. Q    | —        | —        | 9:58,57  | 14.     |

#### Konkurencje techniczne
| Konkurencja    | Zawodnik             | Eliminacje | Eliminacje | Finał    | Finał   |
| Konkurencja    | Zawodnik             | Rezultat   | Pozycja    | Rezultat | Pozycja |
| -------------- | -------------------- | ---------- | ---------- | -------- | ------- |
| Pchnięcie kulą | Radosława Mawrodiewa | 17,34      | 19.        | NQ       | NQ      |
| Skok wzwyż     | Mirela Demirewa      | 1,83       | 26.        | NQ       | NQ      |